# Liceul Teoretic „Grigore Moisil” Urziceni
Colegiul Național „Grigore Moisil” este un liceu din Urziceni, fondat în 1952, care a primit în anul 2001 numele matematicianului român Grigore Moisil.

## Istoric
Învățământul liceal își are începutul în Urziceni în anul 1952, când a luat ființă Școala Pedagogica de Educatoare, transformat în anul 1954 în Școala Medie Mixtă, iar după aceea și-a desfășurat activitatea sub diferite denumiri: liceul teoretic, real-umanist, de matematică-fizică, industrial. La început, nu a avut un local propriu, cursurile s-au ținut în clădirea de pe strada Buzăului nr. 84, după aceea la Școala Generală Nr. 1 de pe strada Panduri. În anul 1959 s-a dat în folosință o clădire nouă cu etaj, situată pe strada Alexandru Ioan Cuza nr. 9, alcătuita din opt săli de clasă, la care s-au adaugat în 1961 o anexă cu un atelier, un laborator și o sală de educație fizică.
Avându-se în vedere ponderea importantă a învățământului liceal din această zonă, la începutul anului 1963 s-a terminat construcția clădirii de pe strada Aurora nr. 12, cu 16 săli de clasă, 2 ateliere, o încăpere pentru cabinetul stomatologic și o alta pentru bibliotecă, 2 laboratoare, o cancelarie pentru profesori, 2 cabinete pentru directori.
Liceul a funcționat cu clasele I-XI până în anul 1963 când clasele I-VIII au trecut în cadrul Școlii Generale Nr. 2. Pe lângă cursurile de zi, și-au desfășurat activitatea o secție serală și alta fără frecvență. Deoarece spațiul de cazare a elevilor externi nu era corespunzător, în anul 1971 s-a dat în folosință un internat modern cu 200 de locuri. În anul 1974 s-au construit în curtea școlii 4 ateliere pentru efectuarea practicii industriale.
În anul 1963, după vacanța de Crăciun s-a dat liceului în folosință un nou local, situat pe strada Aurora nr. 12, cu 16 săli de clasă, două ateliere, două laboratoare, o încăpere pentru cabinetul stomatologic, alta pentru bibliotecă, o cancelarie pentru profesori, două cabinete pentru directori.
Din anul școlar 1996-1997, Liceul Teoretic s-a mutat în clădirea nouă din strada Teilor nr. 5, dispune de un spațiu de școlarizare de 20 de săli de clasă, 6 laboratoare ( 3 de informatică, fizică, chimie, biologie), cabinete de istorie, literatura română, o sală și trei terenuri de sport.
Din anul școlar 2001-2002, la a 50-a aniversare, Liceul Teoretic din Urziceni a primit numele marelui profesor de matematică și informatică, Grigore Moisil.
În anul 2006 s-a deschis oficial site-ul liceului, ce conține descrierea liceului, oferta educațională, date despre concursuri și Școala de vară "Grigore Moisil", un forum, și o secțiune pentru revista liceului, Excelsior, care conține eseuri ale elevilor, interviuri cu profesorii și alte articole pe subiecte de interes pentru școală.